# Eusparassus palystiformis
Eusparassus palystiformis là một loài nhện trong họ Sparassidae.
Loài này thuộc chi Eusparassus. Eusparassus palystiformis được Embrik Strand miêu tả năm 1907.